# كاساندرا روز كلارك
كاساندرا روز كلارك (بالإنجليزية: Cassandra Rose Clarke)‏ هي كاتِبة أمريكية، ولدت في 1983 في تكساس في الولايات المتحدة.

## وصلات خارجية
- الموقع الرسمي